# Peter Ramus
Peter (Petrus) Ramus (Pierre de la Ramée) (født 1515, død 26. august 1572) var en fransk logiker, filosof, matematiker og pædagog.
Efter ham er ramisme opkaldt.